# Guido Piovene
Guido Piovene (Vicenza, 27 de Julho de 1907 — Londres, 12 de Novembro de 1974) foi um escritor e jornalista italiano . Os seus romances psicológicos e de carácter moralizador, descrevem a Itália pós Segunda Guerra Mundial  e multiplos aspectos da vida burguês e religiosa na idade contemporanea :Lettere di una Novizia, obra prima(1941 . tr. port.: A noviça, Lisboa Minerva, 1962), La Gazzetta Nera (1943), I Falsi Redentori (1949), Processo dell'Islam alla civiltà Occidentale (1957), Le Furie (1963), Le stele Fredde (1970). 